# Арбітр ФІФА

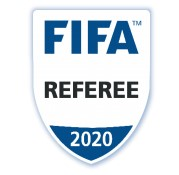
Бейдж ФІФА, який носять усі Арбітри міжнародної категорії ФІФА

Арбітр ФІФА (англ. FIFA referee) або Міжнародний арбітр — футбольний арбітр, запропонований Федерацією футболу своєї країни і прийнятий ФІФА як представник цієї Федерації. Лише він має право судити у міжнародних матчах, як між збірними, так і клубами. Для того аби отримати статус Арбітра ФІФА, необхідно виконати ряд вимог, таких як мінімальний і максимальний вік та ряд фізичних тестів.

## Призначення
Країнам-членам ФІФА пропонується щорічно висувати арбітрів-чоловіків та жінок, що обслуговують матчі футболу, футзалу та пляжного футболу. Комітет суддів кожної країни обирає арбітрів, які будуть висунуті до ФІФА.
ФІФА має п'ять списків: футбольних арбітрів чоловіків та жінок, футзальних арбітрів чоловіків та жінок, та єдиного списку арбітрів з пляжного футболу. У футболі вони ще поділяються на головних арбітрів і помічників арбітрів. Футзальний та пляжний футбол на міжнародному рівні зазвичай обслуговується двома польовими арбітрами, і немає еквівалента помічника арбітра.

### Знаки на рукавах
Потрапивши до списку, арбітри отримують знак від FIFA. Значок вказує категорію, в якій вони були вказані — головного арбітра, помічника арбітра, арбітра футзалу або арбітра пляжного футболу. Під час проведення матчів у категорії, на яку вони були призначені, суддя повинен носити значок. Якщо арбітр обслуговує матч поза межами своєї категорії (наприклад, помічник арбітра, який виступає в ролі головного арбітра, або арбітр футзалу, який контролює матч з футболу), знак не носиться. Членам жіночого списку дозволяється працювати на міжнародних матчах чоловіків лише у тому випадку, коли вони пройшли додаткові випробування.
|            |  |  |  |
| Знаки FIFA |  |  |  |

## Вимоги
На 1 січня судді має бути не менше 25 років, щоб мати право на висунення у цей календарний рік кандидатури Міжнародного арбітра. Помічник арбітра має право на участь у віці 23 років.
До 2016 року суддя мав бути не старшим 45 років, щоб мати право на включення до списку. Не перелічені раніше арбітри мали бути до 38 років.
У 2014 році ФІФА оголосила, що скасує вимогу максимального віку. Це було підтверджено у 2015 році. Втім ФІФА залишає за собою право вимагати від арбітрів, яким за 45 років, проходити додаткові технічні оцінки, а також конкретні медичні огляди та тестування на придатність у кожному конкретному випадку.  
Саркіс Демірджіян був найвищим суддею, який перебуває у списку ФІФА, протягом 20 років та 10 місяців, від вересня 1962 року до липня 1983 року.